# Bướm phượng Oregon
Bướm phượng Oregon (tiếng Anh: Oregon Swallowtail, tên khoa học Papilio oregonius, đôi khi được xếp loại là Papilio machaon oregonius hoặc Papilio bairdii oregonius) là một loài bướm phượng bản xứ ở các tiểu bang Oregon, Washington, và Idaho của Hoa Kỳ, và miền trung nam British Columbia của Canada. Năm 1976, loài bướm này trở thành một trong bốn loài bướm đầu tiên Bưu điện Hoa Kỳ chọn để in hình trên tem thư Hoa Kỳ.
Bướm phượng Oregon được Hội đồng Lập pháp Oregon tuyên bố là côn trùng biểu tượng của Oregon năm 1979.

## Đặc điểm
Bướm phượng Oregon trưởng thành có bụng màu vàng và các vạch màu đen. Nó có sải cánh từ 2,5 in (6,4 cm) đến 4 in (10 cm). Cánh của nó có những hình lõm nhỏ quay vào phía trong trên đó có các điểm màu cam đỏ dọc theo rìa phía dưới, tương tự nhưng nhỏ hơn các điểm màu trên các loài bướm phượng thông thường khác. Những điểm màu vàng trên cánh của Bướm phượng Oregon cũng nhạt hơn bướm phượng thông thường khác. Nó có đuôi đặc trưng giống như của tất cả các bướm phượng. Ấu trùng của nó màu đen có những điểm màu vàng.
Nó sinh sản hai lần trong năm, và có thể thấy bay lượn từ tháng tư đến tháng chín. Các con bướm được nhìn thấy vào đầu năm thường có màu nhạt hơn những con bướm sau đó trong năm và vì thế chúng lẫn vào trong màu sắc của cây cỏ đầu năm.

## Nơi cư trú
Nơi cư trú của loài bướm phượng Oregon là từ miền nam British Columbia, đông Washington và Oregon đến Idaho và miền tây Montana, chủ yếu là ở những vực sâu có cây bụi thấp của sông Columbia và những sông nhánh của con sông này. Trong giai đoạn là ấu trùng, chúng ăn cây bụi tarragon. Khi trưởng thành, chúng ăn mật hoa, nhất là thistles, balsamroot, và phlox. Nhộng của loài bướm này có thể sống qua mùa đông.
Nơi dễ xem loài bướm này là dọc theo hai bờ sông Columbia ở Vantage, Washington nơi Xa lộ liên tiểu bang 90 băng ngang sông.

## Tem thư Bưu điện Hoa Kỳ
Ngày 6 tháng 6 năm 1977, Bưu điện Hoa Kỳ cho ra 4 bộ tem 13-xu có hình các loài bướm Mỹ, trong số này có bướm phượng Oregon. Chẳng bao lâu sau đó, loài bướm này được chọn làm côn trùng biểu tượng của Oregon.